# Comuna Tarasivka, Jmerînka
Tarasivka (în ucraineană Тарасівка) este o comună în raionul Jmerînka, regiunea Vinnița, Ucraina, formată din satele Budkî, Tarasivka (reședința) și Voznivți.

## Demografie
Componența lingvistică a satului Tarasivka
     Ucraineană (98,35%)
     Rusă (1,47%)
     Alte limbi (0,12%)
Conform recensământului din 2001, majoritatea populației satului Tarasivka era vorbitoare de ucraineană (98,35%), existând în minoritate și vorbitori de rusă (1,47%).